# الیفاکواک
الیفاکواک (به لاتین: Alifakovac) یک منطقهٔ مسکونی در بوسنی و هرزگوین است که در فدراسیون بوسنی و هرزگوین واقع شده‌است.